# Носково-1
Носково-1 — деревня в Монастырщинском районе Смоленской области России. Входит в состав Александровского сельского поселения. По состоянию на 2007 год постоянного населения не имеет. 
Расположена в западной части области в 4,5 км к северо-западу от Монастырщины, в 41 км западнее автодороги А141 Орёл — Витебск, на берегу реки Щелбня. В 43 км восточнее деревни расположена железнодорожная станция Починок на линии Смоленск — Рославль. 

## История
В годы Великой Отечественной войны деревня была оккупирована гитлеровскими войсками в июле 1941 года, освобождена в сентябре 1943 года.